# Anne at 13,000 ft
Anne at 13,000 ft ist ein kanadischer Spielfilm aus dem Jahr 2019 unter der Regie von Kazik Radwanski, von dem auch das Drehbuch stammt. Die Weltpremiere fand am 9. September 2019 auf dem Toronto International Film Festival 2019 statt. Seine Europapremiere feierte der Film am 21. Februar 2020 auf der Berlinale in der Sektion Forum.

## Inhalt

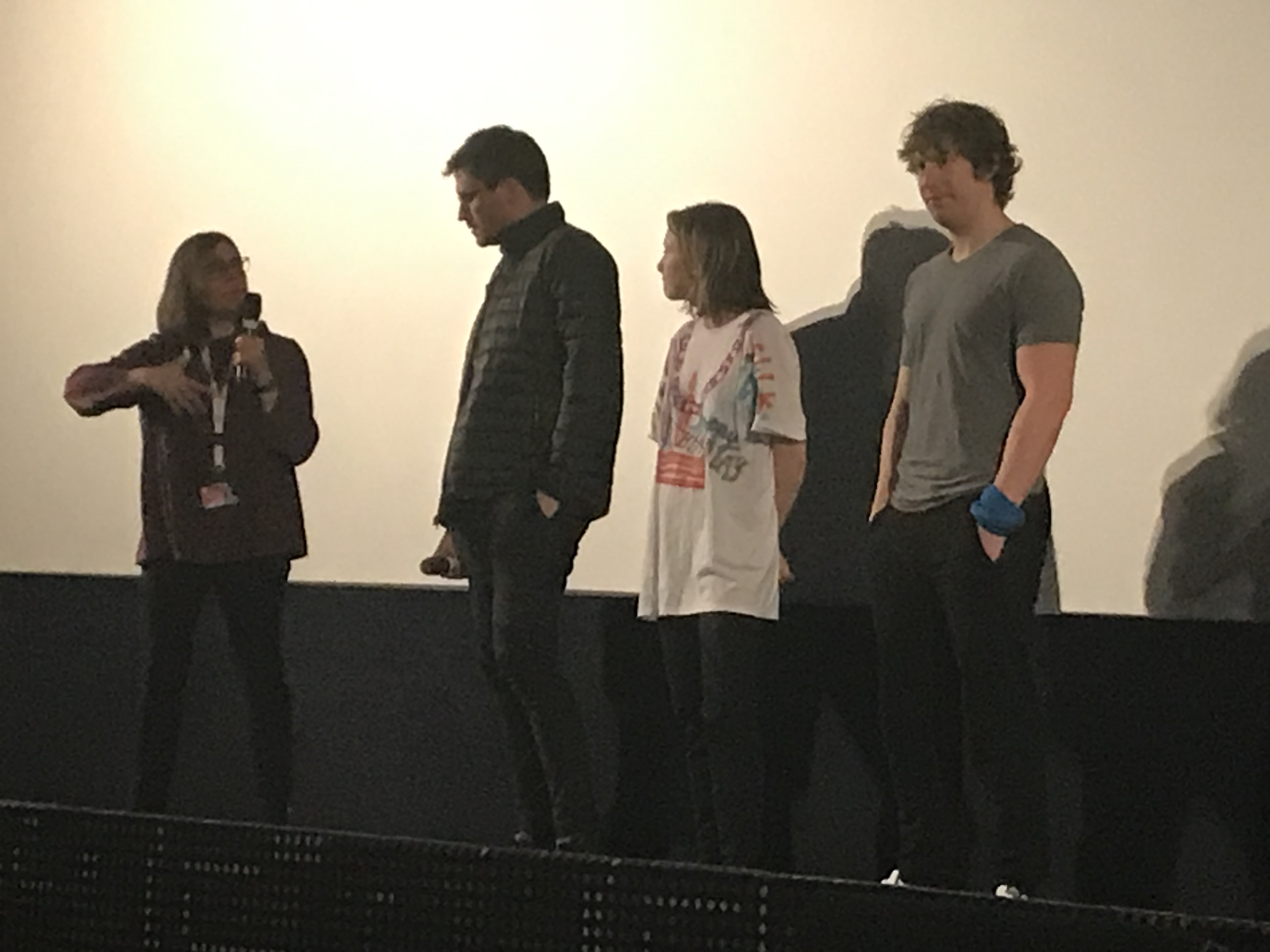
Von links: Moderatorin der Berlinale, Kazik Radwanski, Deragh Campbell, Matt Johnson, Berlinale 2020, Filmgespräch zu Anne at 13.000 ft

Anne ist 27 und arbeitet in einer Kindertagesstätte in Toronto. Dort werden auch Kinder mit sozialen oder psychischen Schwierigkeiten betreut, auf die das Personal besonders eingehen muss. Die erste Szene zeigt die junge Frau im sensiblen Umgang mit den Kleinen: Vorsichtig fängt sie einen Schmetterling ein und setzt ihn nacheinander auf einige Kinder, die Atmosphäre ist ruhig, die Gruppe lässt sich auf das Tier ein und es wird spürbar, dass Anne ein gutes Verhältnis zu den Kleinen hat. Anschließend erlebt das Publikum Anne auf der Bachelorette Party ihrer Arbeitskollegin und Freundin Sarah bei ihrem ersten Fallschirmsprung. Ihr Gesicht zeigt Entspannung und Freude. Bei der Anleitung einer Phantasiereise in der Kindertagesstätte, in der die Kleinen sich das Fliegen vorstellen sollen, zeigt sich die Verschränkung der beiden Bereiche, in denen Anne sich stark und zu Hause fühlt: Die Gesichter bringen zum Ausdruck, dass die Kinder Anne in der Phantasie folgen.
Der Film zeigt Anne auch in ihrer vor kurzem bezogenen Wohnung, in der sie Besuch von ihrer Mutter bekommt. Diese fragt sie, ob alles in Ordnung sei und ob sie mit ihrer Arbeit zurechtkomme, was Anne bejaht; das Gespräch geht nicht weiter in die Tiefe.
Anne trifft einen jungen Mann, den sie über ein Datingportal kennengelernt hat. Sie sagt ihm zwar ihren Beruf, nicht aber, wo sie arbeitet, und äußert, sie wolle vorsichtig sein. Bei der Hochzeit ihrer Freundin Sarah, deren Trauzeugin sie ist, lernt sie Matt, den Trauzeugen des Bräutigams kennen. Er erzählt ihr, dass er früher Antidepressiva habe nehmen müssen. Anne trinkt sehr viel Alkohol und behauptet auf Matts Warnungen hin, dass ihr dies wegen ihrer polnischen Vorfahren nichts ausmache. Kurz darauf erbricht sie auf der Toilette. Matt kümmert sich um sie und bringt sie ins Hotel.
Kurz darauf zeigt der Film Anne und Matt beim Kaffeetrinken bei Annes Eltern; auch Annes Schwester und der kleine Neffe sind da. Anne hat den Besuch bei den Eltern nicht angekündigt. Auf den Vorwurf der vor den Kopf gestoßenen Mutter, so würde man sich nicht benehmen, reagiert sie lachend mit dem Satz, sie habe eben Spaß an Überraschungen und Scherzen. Die nächste Überraschung folgt auf dem Fuß: Anne verkündet, Matt heiraten zu wollen. Dieser hält ihr in der nächsten Szene, in denen beide allein sind, vor, dies ohne Absprache mit ihm getan zu haben. Auch hier verteidigt sie sich mit dem Argument, sie habe das witzig gefunden.
In der Kindertagesstätte zeichnet sich immer mehr ab, dass Anne Schwierigkeiten mit mehreren Kolleginnen hat: Die ältere und erfahrene Susan hat sie ermahnt, wenn sie Aufsicht hat, nicht mit den Kindern in einem Spieltunnel zu liegen, sondern die Übersicht über die 90 Kinder im Raum zu behalten.
Bei einer Teamsitzung äußert Anne, sie habe das Gefühl, dass manche Kolleginnen nicht auf sie eingehen und sie nicht genug unterstützen würden. Kurze Zeit später springt ein Junge mit Kleidern ins Wasser, was Anne weder verhindert noch rügt. Der Vater des Jungen reagiert beim Abholen wenig freundlich, entschuldigt sich jedoch später und bittet Anne sogar, auf Oliver aufzupassen, wenn er Abendtermine hat. Anne nimmt das Angebot an und kommt gut mit dem Jungen zurecht. Als Susan Anne ermahnt, ihren Kaffee wegzuschütten, weil in der Kindertagesstätte keine heißen Getränke erlaubt seien und es bei einer Überprüfung Schwierigkeiten geben werde, leistet Anne ihr zwar Folge, wirft aber den leeren Becher auf Susan und begründet dies in einem späteren Gespräch mit der Vorgesetzten damit, sie habe es getan, weil Susan ihr sonst nicht geglaubt hätte, dass der Becher leer sei; Susan würde sie ständig überwachen und versuchen, ihr Fehler nachzuweisen.
Als Kontrast zu solch belastenden Szenen aus Annes Alltagsleben kehrt der Film kehrt immer wieder zum Fallschirmspringen zurück. Ihrer Freundin Sara gegenüber benennt Anne ihr Ziel, stärker in diesen Sport einzusteigen, um allein springen zu dürfen. Der Film begleitet sie mit Szenen, in denen sie das nötige Wissen und die Erfahrung dafür erwirbt.
Matt kommt mit Annes sprunghaften Gefühlsschwankungen nicht gut zurecht. Als sie eines Morgens überstürzt und schimpfend in die Kindertagesstätte aufbrechen muss, weil sie vergessen hatte, dass sie eine Kollegin vertreten muss, erhält sie von Matt die Nachricht, er schlage eine Beziehungspause vor. Anne benutzt während der Arbeit ihr Handy, Sarah weist sie vergeblich darauf hin, dass das verboten sei. Als sie später ihren Kindergartenkindern von einem belastenden Erlebnis aus ihrer Kindheit erzählt, bricht sie weinend zusammen und wird von Sarah nach Hause gebracht.
In der letzten Szene des Films geht Annes Wunsch in Erfüllung: Sie springt zum ersten Mal allein.

## Hintergrund
Regie führte Kazik Radwanski, von dem auch das Drehbuch stammt. Kameramann war Nikolay Michaylov, für den Filmschnitt war Ajla Odobašic zuständig. Es sei, so der Regisseur, in Blöcken über zwei Jahre hinweg gedreht worden, in den Zwischenzeiten sei am Filmschnitt gearbeitet worden; so sei es möglich gewesen, das Projekt immer wieder neu auszurichten.
In der Hauptrolle (Anne) ist Deragh Campbell zu sehen, der Kazik Radwanski nach eigenen Angaben die Rolle auf den Leib geschrieben hat.
Produzent waren Kazik Radwanski und Daniel Montgomery. Als Produktionsfirma wurde Medium Density Fibreboard Films, Toronto, ausgewählt. Der Weltvertrieb liegt in den Händen von Cercamon, Dubai.
Die Premiere in Kanada am 9. September 2019 im Rahmen des Toronto International Film Festivals 2019 war zugleich die Weltpremiere. Der Film feierte seine europäische Premiere am 21. Februar 2020 auf der Berlinale und läuft dort in der Sektion Forum. Außerdem wurde er im September 2019 auf dem Vancouver International Film Festival und im Oktober 2019 auf dem Festival du Nouveau Cinema et de la Video in Montreal gezeigt sowie im November 2019 auf dem AFI Fest des American Film Institutes.

## Analyse

### Visueller Stil
Die Kamera bleibt in der Nähe der Protagonistin, nimmt alle ihre Bewegungen wahr, Begeisterung, Unruhe, Apathie, und registriert ihre Stimmung, die von jetzt auf gleich kippen kann. Radwanskis Handkameraästhetik erzeuge, so der Filmkritiker Vikram Murti, beim Publikum durch häufige Großaufnahmen selbst in den Filmszenen, in denen Anne sich wohl fühle, eine unruhige, angespannte Stimmung.

### Themen und Motive
Der Regisseur bezeichnete Anne als Figur, „die darum kämpft, ihren Platz in der Welt zu finden“ und in der Gesellschaft „frei und erfüllt zu leben“. Er sei sich bewusst, dass die Gesellschaft Menschen ausschließe und damit die Entwicklung eines stabilen Selbstwertgefühls stark beeinträchtige. Der Film zeige Anne, die in solch einer Situation sei, bei der Suche nach ihrem Weg.
Kazik Radwanski äußerte, er habe mit dem Film realistisch sein wollen, „etwas von den Drehorten und ihrer Umgebung in Erfahrung bringen und vermitteln, das der Stadt und ihren Einwohner*innen entspricht“. Zum Beispiel werde die Kindertagesstätte, die zu sehen sei, von seiner Mutter geleitet, und viele der Nebendarstellerinnen arbeiten ebenfalls dort. Die Hauptdarstellerin habe im Rahmen der Vorbereitungen dort viel Zeit verbracht.

### Filmgeschichtliche Aspekte
Sein dritter abendfüllender Spielfilm sei, so der Regisseur, ein Produkt der aktuellen Filmszene Torontos, in der sich Leute fänden, die eigenständige Filme mit unterschiedlichen persönlichen Ansätzen machten.
Der Regisseur habe, so der Filmkritiker Josh Cabrita in Cinema Scope, mit Jean-Pierre und Luc Dardenne das Interesse für diejenigen gemeinsam, „die am Rande der Gesellschaft leben, ihr Interesse an dem, was man gemeinhin naturalistisches Spiel nennt, und ihre äußerst bewegliche, zugleich unglaublich kontrollierte und oft handgeführte Kameraarbeit, die nur oberflächlich Ähnlichkeit mit der zurückgenommenen Ästhetik des Dokumentarfilms hat.“

## Rezeption
Der deutsche Filmdienst urteilte: „Der nahe bei der ausdrucksstark gespielten Hauptfigur bleibende Film entfaltet sich als faszinierendes, in den Psycho-Horror changierendes Porträt einer Frau, der beim Hineinwachsen in die Unabhängigkeit eine diffuse Angststörung im Weg steht.“
Deragh Campbells schauspielerische Leistung wurde auch in weiteren Kritiken gelobt, bis hin zu der Bemerkung, dieser Film sei ihr bisheriges Meisterwerk. Sie sei in der Lage, Verletzlichkeit und psychische Stärke gleichzeitig auf die Leinwand zu bringen.
In der New York Times urteilte Manohla Dargis recht romantisch: Der Film biete eine „Reihe schwebender, wenn auch zunehmend bleierner Momente – Schmetterlingsflügel, die die Haut streifen, ein Hochzeitsschleier, der in der Luft segelt, eine schwindelerregende Flucht auf ein Dach – die abwechselnd Flucht, Freiheit und Fallen suggerieren.“
Bei citic.de hieß es: „Der Titel von Kazik Radwanskis Film spielt auf Annes neues Hobby an, das Fallschirmspringen. Merkwürdigerweise wirkt das als einziges Motiv ein bisschen drübergestülpt […] in einem Film, der mit seinen 70 Minuten ansonsten wunderschön metaphernfrei vorbeifliegt.“
Roger Ebert schrieb auf seiner Webseite: Das „kanadisches Mumblecore-Drama“ scheine „daran interessiert, uns eine Charakterstudie über einen Menschentyp zu liefern, den wir wahrscheinlich alle kennen. Radwanski lässt die Zuschauer die Welt aus ihrer Sicht auf eine Weise sehen, die Empathie dem Urteilen vorzieht.“ Ansonsten sei der Film, trotz der guten schauspielerischen Leistung der Hauptdarstellerin „nicht ganz makellos – die Fallschirmsprung-Einbildung“ wirke „ein bisschen zu aufdringlich.“ „Außerdem ist die Reise des Films […] an bestimmten Stellen so intensiv und verletzend,“ man ihn „als zu stressig empfinden“ könnte.
Im Guardian meinte PeterBradshaw1: Trotz des Mikrobudget sei der Spielfilm, „der fast ausschließlich in Nahaufnahme gedreht wurde“ in seiner Darstellung „beunruhigend echt“.
Die Kritiken gehen auch stark auf die Darstellung von psychischen Auffälligkeiten ein. Das Fallschirmspringen wurde von dem Filmkritiker Vikram Murti auf rogerebert.com als Metapher für eine ausgeglichene, positive Verfassung gedeutet. Sie sei jedoch etwas abgegriffen und werde überstrapaziert, beispielsweise wenn Anne auf das Dach der Kindertagesstätte steige, um dort dem Gefühl des Schwebens in der Luft nahe zu sein. Doch es gelinge dem Regisseur und der Hauptdarstellerin gut, die emotionalen Schwankungen der Protagonistin in ihrem stressbehafteten, wenig unterstützenden Arbeitsumfeld zu zeigen.
Oliver Johnson vom Online-Magazin The Upcomming sah in der wackeligen Kameraführung eine gelungene Analogie zu Annes innerer Verfassung. Er nannte den Film eine großartige, ehrliche Begegnung mit psychischer Krankheit, wie man sie auf der Leinwand selten zu sehen bekomme. Weder handle sich um ein vom Fortschreiten der Handlung gesteuertes Narrativ noch werde thematisiert, wie Fachleute Annes Zustand klassifizieren würden. Es wäre ein Leichtes gewesen, Annes depressive oder manische Verhaltensweisen stärker zu akzentuieren und so eine Einordnung zu favorisieren, doch die Hauptdarstellerin hätte dieser Versuchung erfolgreich widerstanden. Das Anliegen des Films, die Auswirkungen von Annes psychischer Verfassung auf ihren Alltag zu zeigen, sei gelungen.
Im Filmblog CinePhil wurde die Frage aufgeworfen, ob Anne denn überhaupt eine behandlungsbedürftige Krankheit habe. Kazik Radwanski hat in Publikumsgesprächen abgelehnt, sich zu dieser Thematik zu äußern, und die Frage an das Publikum zurückgegeben.

## Auszeichnungen
- Toronto International Film Festival 2019[16]
  - Lobende Erwähnung der Platform Jury
  - Nominiert als Best Canadian Feature Film
- Vancouver Film Critics Circle 2019[16]
  - Preise
    - VFCC Award für Deragh Campbell als beste Schauspielerin in einem kanadischen Film
    - VFCC Award für Matt Johnson als bester Nebendarsteller in einem kanadischen Film

  - Nominierungen
    - VFCC Award für den besten kanadischen Film
    - Preis für Kazik Radwanski für die beste Regie in einem kanadischen Film
    - Preis für Kazik Radwanski für das beste Drehbuch in einem kanadischen Film

- Canadian Screen Awards 2020
  - Nominiert für den besten Film und die beste Regie
  - Nominiert Deragh Campbell als beste Hauptdarstellerin und Matt Johnson als bester Nebendarsteller